# Terrasses de la Garonne
 (mars 2019).
Si vous disposez d'ouvrages ou d'articles de référence ou si vous connaissez des sites web de qualité traitant du thème abordé ici, merci de compléter l'article en donnant les références utiles à sa vérifiabilité et en les liant à la section « Notes et références ».
Les terrasses de la Garonne sont des terrasses fluviatiles formant un système d'étagement géographique, perceptible notamment entre les latitudes de Muret (Haute-Garonne) et de Toulouse. Elles sont constituées de dépôts d'argile et de galets correspondant aux lits des cours successifs de la Garonne, passant du lit supérieur au lit inférieur par des ruptures de pentes qui forment des talus en pente raide. 
Ce système étagé de terrasses se développe sur la rive gauche, basse et relativement plate par rapport à la rive droite plus haute et plus escarpée. Cette dissymétrie traduit, lors des phases de remblaiement fluviatile, une migration progressive du cours du fleuve vers le nord et vers l'est. « Déplacement encore mal expliqué : est-il lié à des apports alluviaux des cours d'eau pyrénéens et gascons tellement massifs qu'ils ont repoussé le fleuve sur sa droite ? Faut- il y voir un rejeu, au Quaternaire, de la flexure qui suit le tracé de la Garonne ? »

## Description et formation
Les terrasses se sont établies dans les périodes interglaciaires. À la fin de la première période glaciaire du Quaternaire, lors de la fonte des glaces (période interglaciaire de Günz-Mindel), le cours de la Garonne, très à l'ouest du cours actuel s'est élargi, charriant des sédiments et des galets, et s'est enfoncé dans un plateau argileux. Ce plateau s'est incliné légèrement vers l'Est lors des périodes glaciaires suivantes. Lors de la fonte suivante (Mindel-Riss), le cours de la Garonne a donc creusé un nouveau lit, large, argile et galet, enfoncé d'environ 50 m. Le même processus s'est produit lors de la période Riss-Würm. 
Au niveau de Toulouse, à titre d'exemple, les terrasses ont ainsi des altitudes étagées. L'actuel cours de la Garonne est en dessous de 140 m, enfoncé de quelques mètres dans la terrasse de St Cyprien. La terrasse suivante, celle du quartier de Purpan, est à 156 m environ. Celle de Colomiers est environ à 186 m. Celle de Bouconne est à 220 m/246 m, à 20 km de la Garonne. En face, du côté Est de la Garonne, un monticule témoin (Pech-David) à 246 m surplombe la Garonne de 100 m, correspondant à l'enfoncement du fleuve sur l'ensemble du processus.

## Terrasse et réseau hydrographique
Chaque terrasse est incisée par les ruisseaux affluents de la Garonne. Les ruisseaux suivent le pendage Sud Ouest/Nord Est creusant des vallées (notamment celle du Touch, de l'Aussonnelle ou de la Louge).
| Période glaciaire               | Âge (années) | Période interglaciaire                     | Altitude des terrasses     |
| ------------------------------- | ------------ | ------------------------------------------ | -------------------------- |
| 1re période glaciaire, de Günz  | 600 000      |                                            | 250 m (Pech David)         |
| 1re période glaciaire, de Günz  | 540 000      | 1re période interglaciaire, de Günz-Mindel | 226 m (Bouconne)           |
| 2e période glaciaire, de Mindel | 480 000      | 1re période interglaciaire, de Günz-Mindel | 226 m (Bouconne)           |
| 2e période glaciaire, de Mindel | 430 000      | 2e période interglaciaire, de Mindel-Riss  | 186 m (Colomiers)          |
| 3e période glaciaire, de Riss   | 240 000      | 2e période interglaciaire, de Mindel-Riss  | 186 m (Colomiers)          |
| 3e période glaciaire, de Riss   | 180 000      | 3e période interglaciaire, de Riss-Würm    | 156 m (Purpan)             |
| 4e période glaciaire, de Würm   | 120 000      | 3e période interglaciaire, de Riss-Würm    | 156 m (Purpan)             |
| 4e période glaciaire, de Würm   | 10 000       |                                            | 140 m (Garonne à Toulouse) |